# Empyreuma portoricensis
Empyreuma portoricensis là một loài bướm đêm thuộc phân họ Arctiinae, họ Erebidae.